# Nicola Serena di Lapigio
Nicola Serena di Lapigio (Altamura, 22 maggio 1875 – Roma, 6 marzo 1938) è stato uno scrittore, saggista e giornalista italiano.

## Biografia
Nato da in una famiglia aristocratica, era figlio del barone Ottavio, senatore del Regno, politico, storico e poeta, e della moglie, Maria Priore.
Laureatosi a Roma in Giurisprudenza, Nicola Serena di Lapigio partecipò alla prima guerra mondiale da ufficiale di artiglieria, finché, comandato al Ministero Approvvigionamenti e Consumi, vi coprì la carica di Segretario con funzioni di Capo-gabinetto del Sottosegretario di Stato. Dal febbraio 1921 al febbraio 1926 fece parte della Commissione Interalleata per le riparazioni bulgare, risiedendo a Sofia e conseguendo successivamente i gradi di Capo Servizio, Segretario Generale, Delegato d'Italia e Presidente della Commissione stessa. Ritornato in Italia, si spense a Roma all'età di 63 anni.

## Opere
Nicola Serena di Lapigio ha collaborato a numerose riviste, nazionali e regionali, tra cui la "Tribuna", la "Rassegna Nazionale", "Le Vie d'Italia" e la "Rassegna Pugliese", di cui fu condirettore dal 1909 al 1913. Sulle pagine di quest'ultimo periodico pubblicò scritti letterari, cronache teatrali e recensioni.
Nel 1907 pubblicò in volume la "novella messapica" Cesaria (B. Lux, Roma), seguita, nel 1909, dalla silloge novellistica Piccole anime e piccole cose, stampata a Milano, dalla Casa Editrice Cogliati, con l'autorevole prefazione di Antonio Fogazzaro. 
Dopo un periodo di stasi, l'amore per la scrittura si fece sentire con forza nell'ultima parte della sua esistenza, negli anni Trenta, quando diede alle stampe una nuova silloge novellistica, intitolata Vecchi racconti, edita dalla Casa Editrice "Il Solco" di Città di Castello.

### IPanorami garganici
Nel 1934 è la volta, per i tipi della stessa casa editrice, della sua opera maggiore, la raccolta di scritti di viaggio Panorami garganici, che raccoglie brani già apparsi in rivista, negli anni Dieci, e altri inediti. Il volume, di quasi 300 pagine, diviso in 9 capitoli e corredato di diverse illustrazioni fotografiche ad opera dell'autore, ha contribuito alla conoscenza e alla valorizzazione del Gargano, che allora, pressoché disabitato, rappresentava una delle parti più isolate e sconosciute della nazione.
Serena di Lapigio era un innamorato dello Sperone d'Italia, di cui conosceva ogni angolo, dalle Tremiti, allora ancora sede di una colonia penale, a Monte Sant'Angelo, dalle località costiere, come San Menaio, alla Foresta Umbra. L'attenzione ai pregi naturali del Gargano si unisce allo scrupolo di storico e di ricercatore. La sua scrittura è elegante e chiara, non senza una patina di letterarietà.